# Assis Canuto
Assis Canuto (Itumbiara, 21 de abril de 1941) é um engenheiro agrônomo e político brasileiro. Filiado ao União Brasil, foi deputado federal pelo estado de Rondônia, prefeito, vice-prefeito de Ji-Paraná e vice-governador de Rondônia.

## Carreira política
Começou a carreira política em 1979 ao ser nomeado prefeito de Ji-Paraná.
Foi eleito deputado federal em 1982, sendo reeleito em 1986. 
Nas eleições de 1990, candidatou-se a vice-governador de Rondônia na chapa encabeçada por Osvaldo Piana do PTR, sendo eleito. 
Candidatou-se a deputado federal em 1994 pelo PP, alcançando a primeira suplência da coligação. Suplente de Eurípedes Miranda e Expedito Júnior, ascendeu a vaga na Câmara dos Deputados entre março de 1998 e janeiro de 1999. 
Nas eleições de 1998, candidatou-se a deputado federal pelo PDT, sem lograr êxito.
Foi eleito vice-prefeito de Ji-Paraná em 2004 na chapa encabeçada por José Bianco, sendo reeleito em 2008.